# Šaj, šaj
Šaj, šaj je 8. album pjevačice Nede Ukraden izdan 1986. godine za sarajevsku diskografsku kuću Diskoton i to kao LP ploča i kazeta.

## Popis pjesama

### A strana
- A1. Pozdravi ga, sokole
- A2. Šaj, rode, šaj
- A3. Idi, pa vidi
- A4. Lutalice, skitnice
- A5. Zakuni se

### B strana
- B1. Ne izlazi stalno iz kuće
- B2. Zar ne vidiš suze moje
- B3. Zbogom, nevjerna dušo (duet Mišo Kovač)
- B4. Ne vjerujem, ne vjerujem
- B5. Kada dođe proljeće

## O albumu
Album "Šaj, šaj" izdan je 1986. godine i prodan je u preko 300.000 primjeraka doživjevši tako dijamantno izdanje. Najzapaženija pjesma albuma bila je Zbogom, nevjerna dušo koja je otpjevana u suradnji s tada izuzetno popularnim Mišom Kovačem te naslovna pjesma "Šaj, šaj"

## Suradnici
- Aranžeri - Mato Došen (pjesne: A1 od B2, B4, B5)
- Prateći sastav - MKG Band
- Prateći vokali - Ivica Bobinec, Vesna Srećković, Zorica Kondža te Mato Došen
- Bubnjevi - Milo Vasić
- Gitara - Branko Bogunović
- Klavijaturist - Mato Došen
- Tekstopisci - Marina Tucaković (pjesme: A2, A4, B1, B2) te Zrinko Tutić (pjesme: A1, A5, B4, B5)
- Glazba - Zrinko Tutić (pjesme: A5, B4) te Đorđe Novković (pjesme: A1 od B2, B5)
- Producent - Mato Došen

## Vanjske poveznice
- Album "Šaj, šaj" na www.discogs.com